# Jean Henri Ferrand
Jean Henri Ferrand (Den Haag, 21 maart 1792 - aldaar, 21 september 1866) was een Nederlands waterbouwkundig ingenieur. Hij begon als landmeter bij de opmeting en droogmaking van de Nieuwkoopse - en Zevenhovense Plassen. Vervolgens had hij Assen, Goeree, Goes, Bergen (Henegouwen) en Arnhem als standplaats. Hier ontwikkelde hij zich als een rivieringenieur die in 1849 tot inspecteur van de waterstaat werd benoemd.

## Eerste werkkringen
Hij deed examen voor landmeter bij de waterstaat eind 1808 en werd als zodanig benoemd in december van dat jaar Zijn eerste baan was onder de inspecteur C. Brunings jr. bij de opmeting, later bij de droogmaking van de Nieuwkoopse en Zevenhovense Plassen. Bij de inlijving van de Nederlandse waterstaat in de Franse ‘Ponts et chaussées’ door het keizerlijk decreet van november 1810 kreeg Ferrand de rang van ‘ingénieur extraordinaire’, en bij keizerlijk decreet van 2 mei 1811 werd hij tot ingenieur 2e klasse benoemd. In 1814 werd hij overgeplaatst naar Assen; per 1 november 1815 werd hij, als tijdelijke vervanging van ingenieur Overduyn, in Goedereede geplaatst. Op 1 januari 1816 ging hij weer terug naar Assen. Bij de volgende reorganisatie van de waterstaat (januari 1817) werd hij  overgeplaatst naar Goes en tegelijkertijd bevorderd tot ingenieur 1e klasse, waar onder zijn beheer in 1818 en 1819 de zeesluis in het Nieuwe Sas van Goes gebouwd werd en het Oude Sas herbouwd werd. In alle genoemde standplaatsen was hij arrondissements-ingenieur.

## Henegouwen

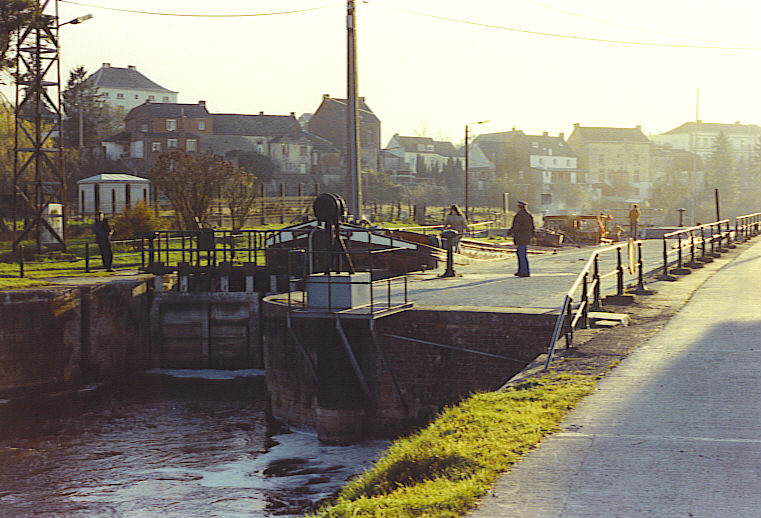
De sluis in de Samber bij Solre-sur-Sambre

Op 1 oktober 1825 werd hij overgeplaatst naar Bergen (Mons) in de zuidelijke Nederlanden. Hij werd hier hoofdingenieur van de provincie Henegouwen. Een belangrijk werk van hem in die tijd was de kanalisatie van de Samber in Henegouwen en Namen, en de aanleg van het Kanaal Charleroi-Brussel. In de Samber werden 22 sluizen aangelegd. Hij voldeed heel goed, waardoor hij al op 1 augustus 1829 bevorderd werd tot hoofdingenieur. Vanwege de Belgische Opstand van 1830 kon hij zijn werk niet afmaken, vertrok naar Noord-Nederland. Het Voorlopig Bewind in België vindt dit wel en heel belangrijk werk, en laat de werken onmiddellijk voortzetten. Zodoende wordt de nieuwe waterweg op 22 september 1832 plechtig geopend.

## Friesland
Terug in Nederland werd Ferrand bij de Algemene Dienst geplaatst en deed onderzoek naar verschillende waterstaatsproblemen in het noorden van het land. Hij bracht op 21 maart 1832 een rapport uit over de binnenlandse waterstaat van Friesland. Op 3 Juli 1832 werd door hem een verslag uitgebracht over de afsluiting van het Reitdiep bij Wetsinge. Ook deed hij een onderzoek naar de toestand van verschillende Friese zeedijken.

## De Grote Rivieren
Vanaf 1 april 1834 werd hij hoofdingenieur in Gelderland met standplaats Arnhem. In 1837 werd hij lid van de 2e Riviercommissie (Commissie tot onderzoek der beste rivierafleidingen), Het eindverslag van deze commissie, geschreven door Van der Kun en Ferrand liet lang op zich wachten, maar werd in 1856 gepubliceerd als bijlage bij "Het verslag aan de Koning over de openbare werken over 1854.  Hij heeft zich in de 15 jaren, dat hij in Gelderland diende, een grote kennis van de rivieren eigen gemaakt.  Dit rapport is de grondslag geweest voor de grote rivierverbeteringswerken in de decennia daarna. Hij was op dat moment de specialist op dit gebied. Hij gaf hiervan o.a. blijk van in een memorie over de verdeling van het Rijnwater over Waal, Rijn en IJssel (1847). Hierin zijn door hem van 1835 tot 1847 gedane metingen opgenomen. Ramaer merkt op dat in deze memo de data van Christiaan Brunings, gedaan in de periode 1789-1792, niet zijn opgenomen. Bij de reorganisatie van de waterstaat in 1849 werd hij tot inspecteur in de 1e inspectie benoemd, waartoe toen de 5 oostelijke provincies van het land plus Friesland en Noord-Brabant behoorden. Hij bleef in Arnhem wonen.
In 1853 werd Ferrand voorzitter van een door Thorbecke ingestelde commissie om na te gaan, of het bouwen van bruggen over onze hoofdrivieren bezwaren had. De commissie adviseerde gunstig. In 1854 werd hij naar aanleiding der verzakking van een basaltmuur te Rotterdam in een commissie tot onderzoek benoemd. Het rapport hierover verscheen in 1855. Met ingang van 1 juli 1856 werd hij ook tijdelijk inspecteur van  de 2e inspectie (Utrecht, Noord- en Zuid-Holland en Zeeland), als vervanger van Van der Kun. Hij was dus verantwoordelijk voor het hele land. Hij werd in 1857 benoemd tot hoofdinspecteur, maar vond dat hij wel erg veel taken had en verzocht om pensionering. Pas in april 1858 werd dat verzoek gehonoreerd.
Ferrand heeft nooit boeken geschreven, de enige publicaties van zijn hand zijn ambtelijke rapporten.

## Persoonlijk
Hij was de zoon van mr. James Ferrand, chartermeester van de Raad van State, en Marie Anne Cijprienne Dufauzet. Hij is op 10 april 1818 te Den Haag getrouwd met  Elisabeth Geertruida Verkouteren, die op 24 februari 1852 in Leiden overleed, na hem twee zonen, welke jong stierven, en een dochter geschonken te hebben. Opvallend is dat in de overlijdensakte van Elisabeth vermeld wordt vermeld dat zij ongehuwd was. Na zijn pensionering vestigde hij zich weer in Den Haag waar hij op 74-jarige leeftijd overleed.
Bij zijn pensionering werden zijn diensten voor Nederland door de Koning erkend door zijn bevordering tot commandeur der Orde van de Nederlandse Leeuw. In 1849 was hij al benoemd tot commandeur der Orde van de Eikenkroon (Luxemburgse orde).
- Biografisch Portaal: 59524039
- Nederlandse Thesaurus van Auteursnamen: 151610258
- Virtual International Authority File: 288829295